# Guy Thomazeau

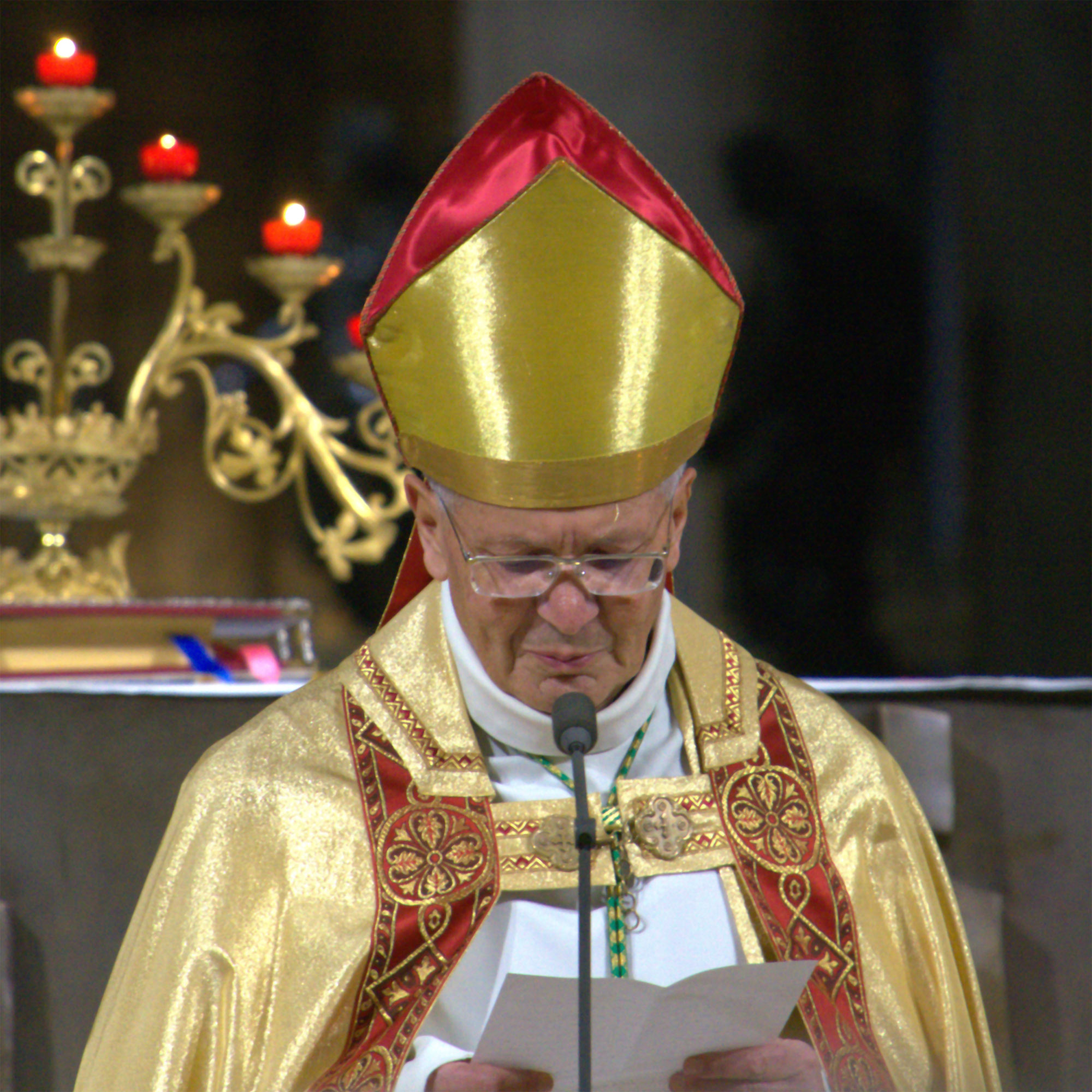
Erzbischof Guy Thomazeau (2014)

Guy Marie Alexandre Thomazeau (* 5. Dezember 1937 in Neuilly-sur-Seine, Hauts-de-Seine, Frankreich) ist emeritierter Erzbischof von Montpellier und Apostolischer Administrator des Bistums Nizza.

## Leben
Guy Thomazeau empfing am 18. Dezember 1965 die Priesterweihe und wurde in den Klerus des Erzbistums Paris inkardiniert.
Papst Johannes Paul II. ernannte ihn am 12. November 1988 zum Titularbischof von Chunavia und zum Weihbischof in Meaux. Der Bischof von Meaux, Louis Pierre Joseph Cornet, spendete ihm am 8. Januar 1989 die Bischofsweihe; Mitkonsekratoren waren Jean Cuminal, Bischof von Saint-Flour, und Michel Louis Coloni, Bischof von Dijon.
Am 14. September 1994 wurde er zum Koadjutorbischof von Beauvais ernannt. Nach der Emeritierung von Adolphe-Maria Gustave Hardy folgte er diesem im Amt des Bischofs von Beauvais nach. Am 28. August 2002 wurde er zum Bischof von Montpellier ernannt. Johannes Paul II. erhob das Bistum am 16. Dezember 2002 zum Erzbistum, wodurch Thomazeau erster Erzbischof von Montpellier wurde.
Papst Benedikt XVI. nahm am 3. Juni 2011 sein aus Altersgründen vorgebrachtes Rücktrittsgesuch an. Vom 8. August 2013 bis zum 11. Mai 2014 amtierte er als Apostolischer Administrator des Bistums Nizza.